# Гванахуато (држава)
Гванахуато (шп. Estado de Guanajuato), држава је Мексика. Налази се у централном делу земље. Има површину од 30.491 km² и 4.893.812 становника (попис 2005). 
На северу се граничи са државама Закатекас и Сан Луис Потоси, на западу са Халиском, на југу са Мичоаканом, и на истоку са Керетаром. 
Због богатства рудом сребра, Гванахуато је била једна од првих области које су Шпанци колонизовали 1520-их. И данас су неки од локалних рудника рекордери по производњи у свету. Поред сребра, експлоатише се још и цинк, злато, бакар, олово и опал. 
Гванахуато је једна од привредно најдинамичнијих држава Мексика, чије стопе раста редовно надмашују национални просек. 
Главни град је Гванахуато, док је највећи град Леон. Држава је основана 1824. 

## Становништво
| 1990.     | 1995.     | 2000.     | 2005.     | 2010.     |
| --------- | --------- | --------- | --------- | --------- |
| 3.982.593 | 4.406.568 | 4.663.032 | 4.893.812 | 5 486 372 |